# Persea brenesii
Persea brenesii là một loài thực vật thuộc họ Lauraceae. Đây là loài đặc hữu của Costa Rica.